# Белень (Біхор)
Белень, Белені (рум. Băleni) — село у повіті Біхор в Румунії. Входить до складу комуни Лазурі-де-Беюш.
Село розташоване на відстані 375 км на північний захід від Бухареста, 63 км на південний схід від Ораді, 93 км на захід від Клуж-Напоки, 130 км на північний схід від Тімішоари.

## Населення
За даними перепису населення 2002 року у селі проживали 259 осіб, усі — румуни. Усі жителі села рідною мовою назвали румунську.